# Csáki Judit
Csáki Judit (Budapest, 1953. október 5. –) magyar színházkritikus, újságíró, műfordító, egyetemi tanár.

## Életpályája
Édesanyja orvos volt, édesapja Amerikába disszidált. 1972-ben érettségizett a Petőfi Sándor Gimnáziumban. Az Eötvös Loránd Tudományegyetem bölcsészkarán szerzett diplomát, magyar-angol-esztétika szakon. Rövid ideig a Népszava gyakornoka volt. 1983-tól foglalkozik színházzal, szakmai példaképének Molnár Gál Pétert tartja. 2002-ben az ELTE Filozófiatudományi Doktori Iskolájában doktori fokozatot szerzett, témavezetője Almási Miklós volt. 2008–2013 között a Kaposvári Egyetem Színházi Tanszékének vezetője volt. A Revizor kritikai portál főszerkesztője 2008–2021 között.

### Családja
Radnóti Sándorral való kapcsolatából született fia, Radnóti András (1992), aki a Momentum külkapcsolati koordinátora.

## Publikációi, írásai
- Irodalomtörténet (1979)
- Színház (1986–)
- Kritika (1995–2006)
- Revizor Online (főszerkesztő 2008–2021)
- Magyar Narancs (2000–)
- Jelenkor (2007, 2015)
- Ellenfény (1997–1998)
- Beszélő (1996, 2005, 2006)
- HVG (1987–2014)

## Könyvei
- 1 420828 0076 – Közelkép Szilágyi Tiborról, IPV, Budapest, 1987
- Alföldi színháza – Öt nemzeti év, függelék: Gálos Orsolya, Libri, Budapest, 2013
- Alföldi – Magánügy, Libri, Budapest, 2015[14]
- Imi, ne csináld! Egy nyár Csuja Imrével, Corvina, Budapest, 2022
- Alföldi – Rajtam nem múlt, Open Books, Budapest, 2023
- Cserhalmi – Nem lehet mindennap meghalni, Open Books, Budapest, 2023

## Díjai és kitüntetései
- Táncsics Mihály Alapítvány Kritikusi Díja (1993)
- Minőségi Újságírásért díj – A hónap írása (2003, 2008)
- Virág F. Éva-díj (2007)
- A Magyar Köztársasági Érdemrend lovagkeresztje (2007)